# Squad Designated Marksman Rifle

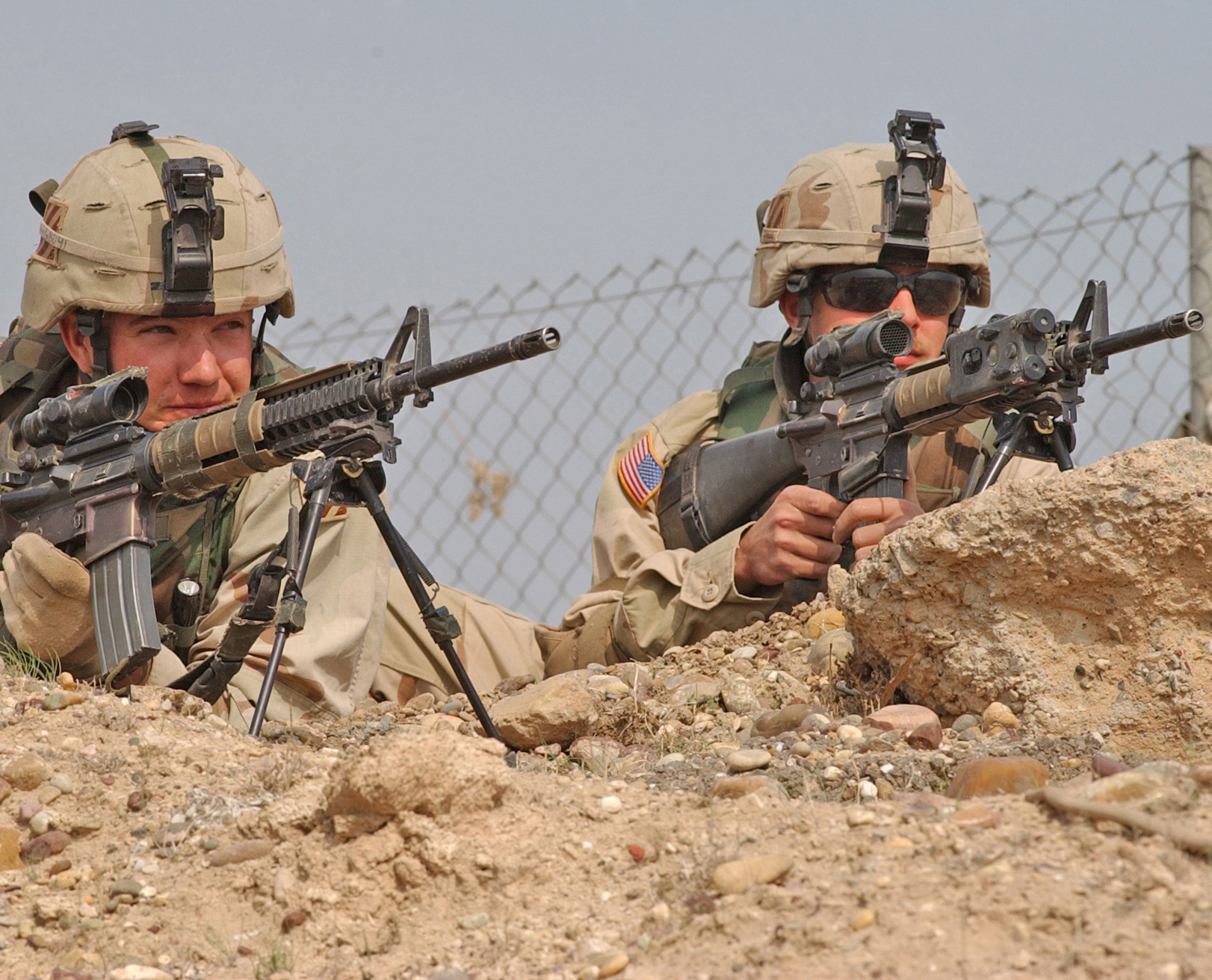
Soldats de la 3e division d'infanterie équipés de fusils SDM-R.

Le SDM-R (Squad Designated Marksman Rifle) est un fusil de précision dérivé du M16 destiné à augmenter la puissance de feu des groupes d'infanterie de l'US Army. 

## Présentation
À l'instar de ce qu'avait fait l'US Marine Corps en créant ses Squad Advanced Marksman (tireurs de précision intégrés dans ses squads d'infanterie) et en les équipant d'un fusil de précision spécifique, le Squad Advanced Marksman Rifle (SAM-R), l'US Army a lancé un programme d'entraînement ayant pour finalité de fournir un tireur de précision, le Squad Designated Marksman (SDM), à chaque squad, et de développer un fusil pour ces SDM, le Squad Designated Marksman Rifle (SDM-R). 
Le SDM n'est pas destiné à opérer à de grandes distances, mais est entraîné à appuyer directement son unité par des tirs précis à des distances légèrement supérieures à celles des fantassins. 
Comme le SAM-R, le SDM-R est une version du fusil d'assaut M16 modifiée pour améliorer sa précision, et construit par un organisme de l'US Army, l'US Army Marksmanship Unit (USAMU) ; le SDM-R est d'ailleurs surnommé « the AMU rifle ». 
Le SDM-R doit permettre au squad d'engager des cibles jusqu'à 600 mètres de distance, ce qui est proche de ce qui était demandé pour des armes similaires comme le SAM-R, le Mk.12 Special Purpose Rifle et le SEAL Recon Rifle.

## Caractéristiques
- Upper receiver : les upper receiver sont de type flat-top (rail MIL-STD-1913 « Picatinny » sur le dessus). Contrairement aux SAM-R et au Special Purpose Rifle, ils ne sont pas équipés de rampes d'alimentation allongées. La détente est remplacée par un détente type match à deux étages de Knight's Armament Company ne permettant que le tir semi-automatique.
- Lower receiver : il semble que les SDM-R ont été construits en utilisant des lower receivers déjà en stock ; les lower receivers sont donc de type « A2 » (initialement destinés aux M16A2/M16A4 et M4/M4A1) et avaient été fabriqués par deux fournisseurs, Colt et FN Herstal.
- Garde-main : le SDM-R est équipé d'un garde-main flottant Daniel Defense M4Rail 12.0 à rails MIL-STD-1913 « Picatinny ».
- Crosse : le SDM-R utilise une crosse de M16A2 classique.
- Canon : un canon flottant Douglas de 20 pouces au pas de 1:8" en acier inoxydable, avec 12 rainures pour l'alléger remplace le canon de M16A2 ou A4 de 20 pouces rayé au pas de 1:7", dont il garde le cache-flammes type A2.
- Optique : l'optique fournie au SDM-R est une lunette Trijicon ACOG (Advanced Combat Optical Gunsight) 4 x 32 mm pouvant être de diverses versions : TA01, TA01NSN (NSN 1240-01-412-6608), TA31F ou TA01B.
- Organes de visée métalliques : le SDM-R est équipé d'une hausse de Matech Industries 600-meter et d'un guidon fixé au canon par quatre vis sur le M16.
- Bipied : un bipied Harris S-L fixé à un montage A.R.M.S. #17DR Throw Lever Dovetail Rail Mount est fixé sous de garde-main.
- Longueur : 1 m.
- Masse du SDM-R chargé et équipé : 4,5 kg

## Versions
La 82e division aéroportée utilise une version raccourcie du SDM-R basée sur la carabine M4/M4A1 et parfois appelée M4 SDM. Le canon est un Douglas de 18 pouces flûté au pas de 1:8", une prise de gaz est fixée à mi-longueur du canon, et le garde-main est une version courte adaptée à la carabine M4, le Daniel Defense M4Rail 9.0.

## Armes comparables
L'URSS a déployé une arme d'emploi comparable en 1963. Le SVD qui, utilisant une munition plus puissante que celle des calibres intermédiaires du fusil d'assauts possède une portée plus longue (jusqu'à 800 mètres).
Les forces armées américaines utilisent actuellement plusieurs fusils de précision basés sur le M16 destinés à servir au sein des unités pour l'appui jusqu'à environ 600 mètres de distance comme le SAM-R de l'US Marine Corps, le Mk.12 Special Purpose Rifle des forces spéciales, et le « SEAL Recon Rifle » des SEAL. 
Le SDM-R est probablement moins coûteux et moins performant que ceux-ci car sa lunette ACOG est moins évoluée que les Leupold MR/T qui équipent SAM-R, Mk.12 SPR et « SEAL recon rifle ». Le SDM-R est plus comparable au « West Coast SAM-R ».

## Photos

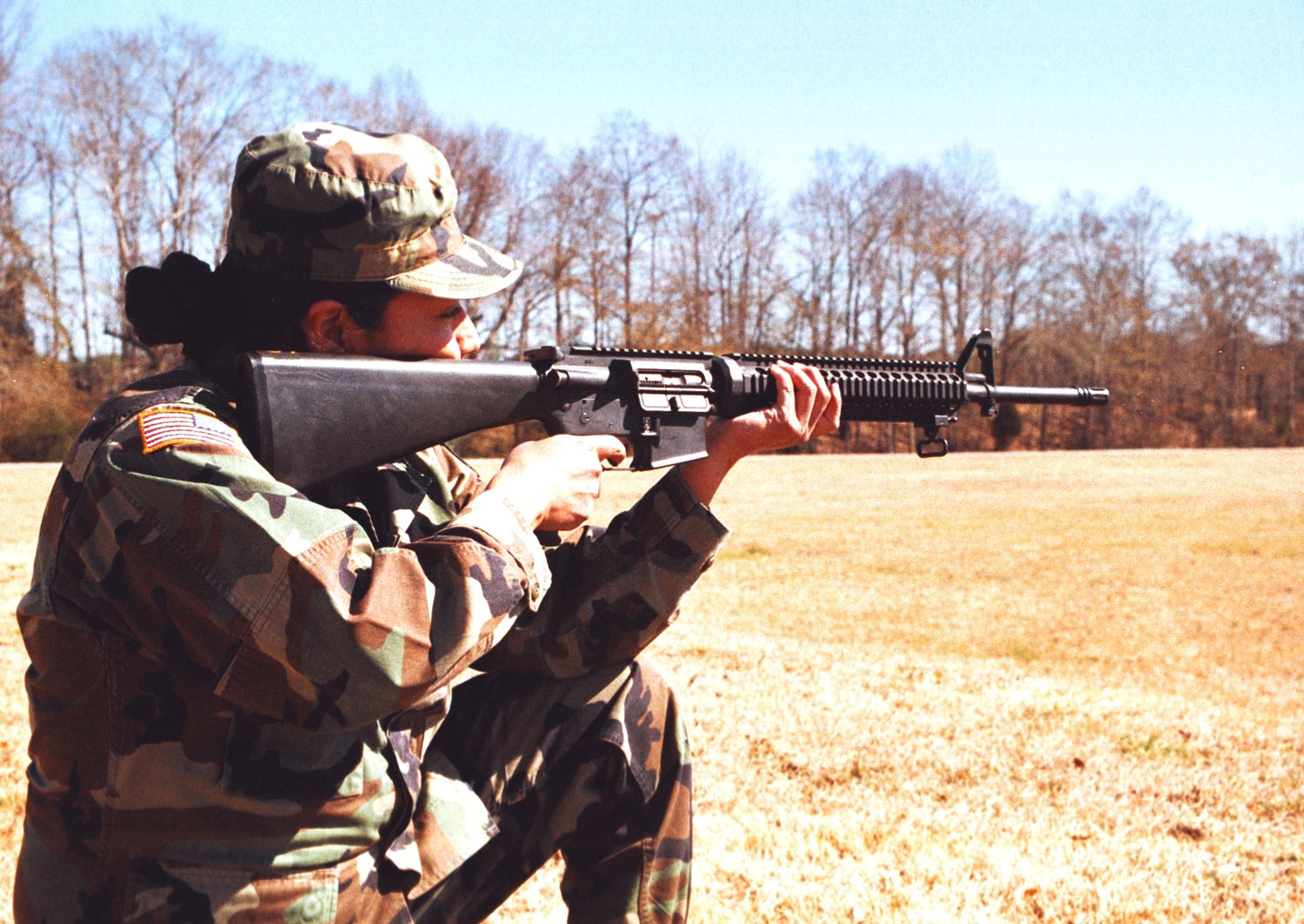
Le sergent Rhoda D. Riley, appartenant à la 10th Mountain Division, a été la première femme qualifiée Squad Designated Marksman (ou plutôt « Markswoman »). Notez que son SDM-R est ici dépourvu de hausse (?) et de chargeur.
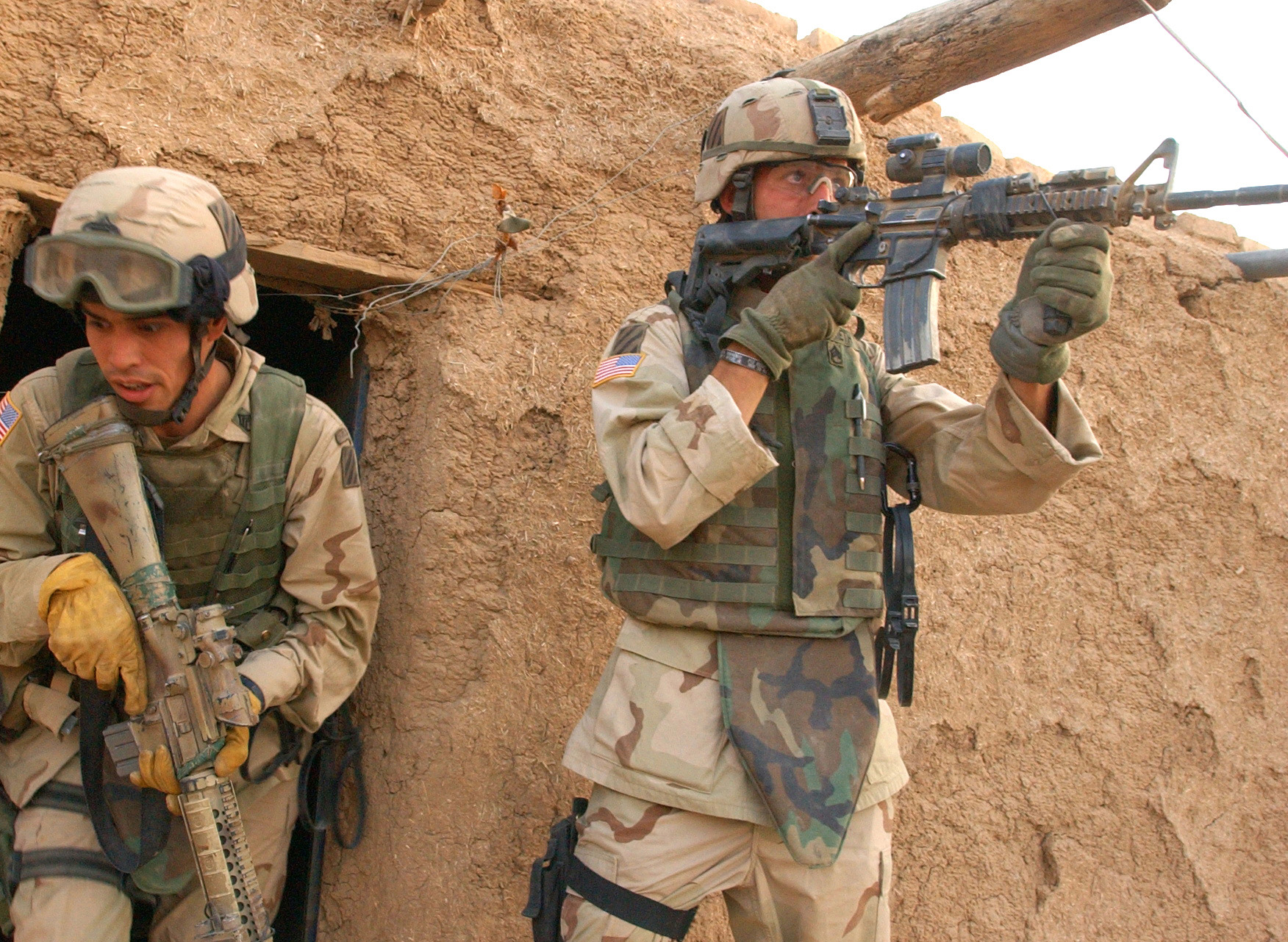
Le Staff Sergeant Fritz Autenrieth, de la 3rd Infantry Division, couvre son supérieur pendant une fouille d'une maison en Irak.